# Райгад (форт)
Форт Райгад — горный форт, расположенный в 27 километрах от города Махад, в 210 километрах от Мумбаи и в 160 км от Пуны в штате Махараштра, Индия. Основатель государства маратхов Шиваджи в 1674 году сделал форт своей столицей, в нём была проведена торжественная церемония его коронации на титул императора. Государство маратхов позже превратилось в империю Маратхов и стало занимать большую часть территории современной Индии.
Форт находится на высоте 820 метров над уровнем моря в Западных Гхатах на плоской вершине скалы, неприступной с трёх сторон. С четвёртой стороны в форт ведёт узкая тропа с более чем 1500 ступеньками. В наши дни добраться до верхней части форта можно и с противоположной стороны по канатной дороге, построенной в 1996 году.

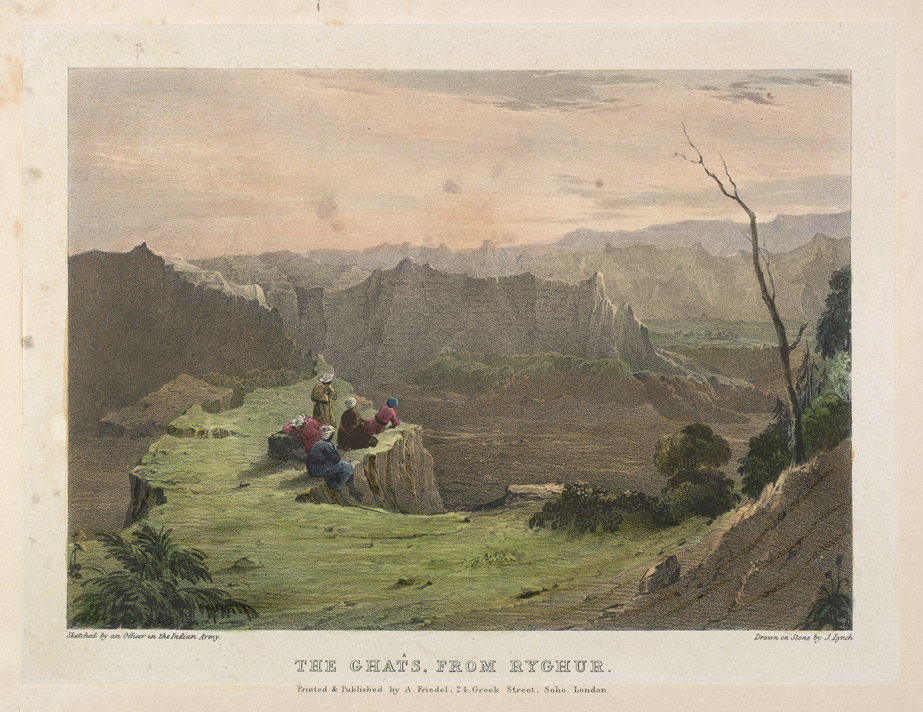
Вид на Западные Гхаты с Райгада

## Основные факты

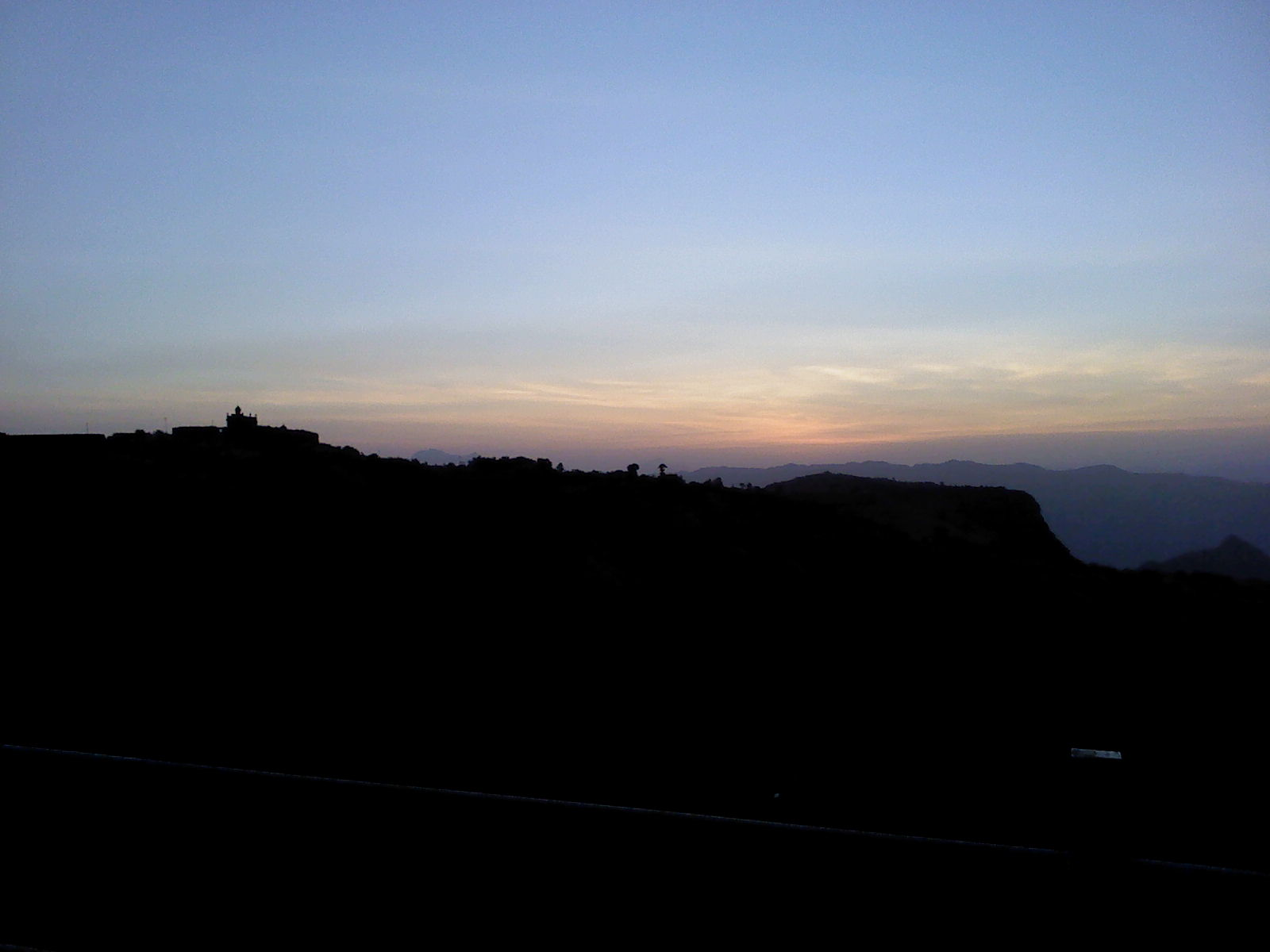
Рассвет в форте Райгад

Форт был построен в 1030 году раджой Чандрарао Мором, принадлежащим к младшей ветви древней императорской династии Маурья. В 1656 году Шиваджи отвоевал форт, известный тогда под названием «крепость Райри», у раджи династии Мор, который был тогда вассалом султана Биджапура, отремонтировал и расширил его, и переименовал в Райгад.
В 1818 году форт был осажден и разрушен при помощи пушек силами британской Ост-Индской компании.
До наших дней сохранились крепостные стены и руины башен, а также несколько ворот. Кроме того, среди руин форта можно различить покои императрицы: шесть комнат, причём в каждой была отдельная уборная. Главный дворец был деревянным, в настоящее время от него остались только основания колонн. От фасада дворца видны руины трёх смотровых башен, стоящих над искусственным озером Ганга-Сагар. Также на территории форта сохранились руины рынка, спланированного таким образом, что можно было делать покупки, сидя верхом на лошади.
Одна из стен форта, построенная над огромным утесом, известна под названием «Хиракани Бурудж». Существует история о том, что женщина по имени Хиракани из деревни, расположенной у подножия форта, пришла продавать молоко жителям форта. Она случайно задержалась внутри форта, после того, как ворота были закрыты после заката. Беспокойство за грудного сына, оставшегося в деревне, заставила её спуститься вниз в темноте по отвесному утесу. Она повторила этот подвиг перед императором Шиваджи и была награждена за это. В знак признания её смелости Шиваджи приказал построить стену на этом месте. Эта стена сохранилась до наших дней.
На императорском дворе для приемов находится копия подлинного трона, установленная напротив главных ворот («Нагаркхана Дарваджа»), которые были построены таким образом, что с трона было слышано все, что говорилось около них. Второй вход, известный как «Мен Дарваджа», возможно использовался как вход для придворных дам; он ведёт в покои императрицы. Главным входом в форт когда-то служили величественные ворота «Маха Дарваджа». Охрана императора и сам император пользовались воротам «Палкхи Дарваджа». Справа от этих ворот расположен ряд из трёх тёмных и глубоких помещений. Историки считают, что они использовались для хранения зерна.
Напротив главной аллеи разрушенного рынка установлена статуя Шиваджи. Аллея ведёт к храму Джагдишвар, могиле самого Шиваджи и к могиле его любимой собаки.

## Галерея

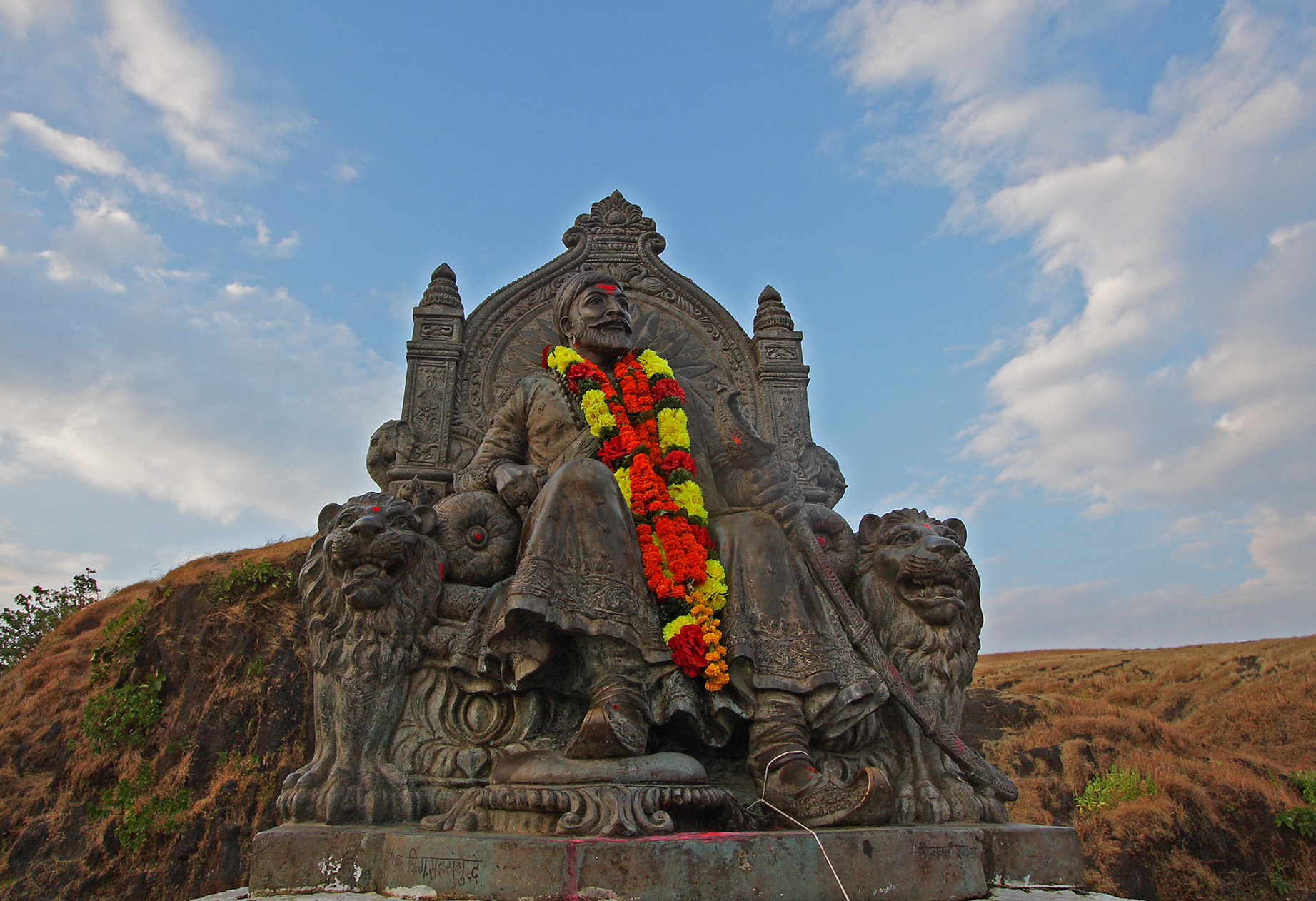
Статуя Шиваджи Махараджа в форте Райгад
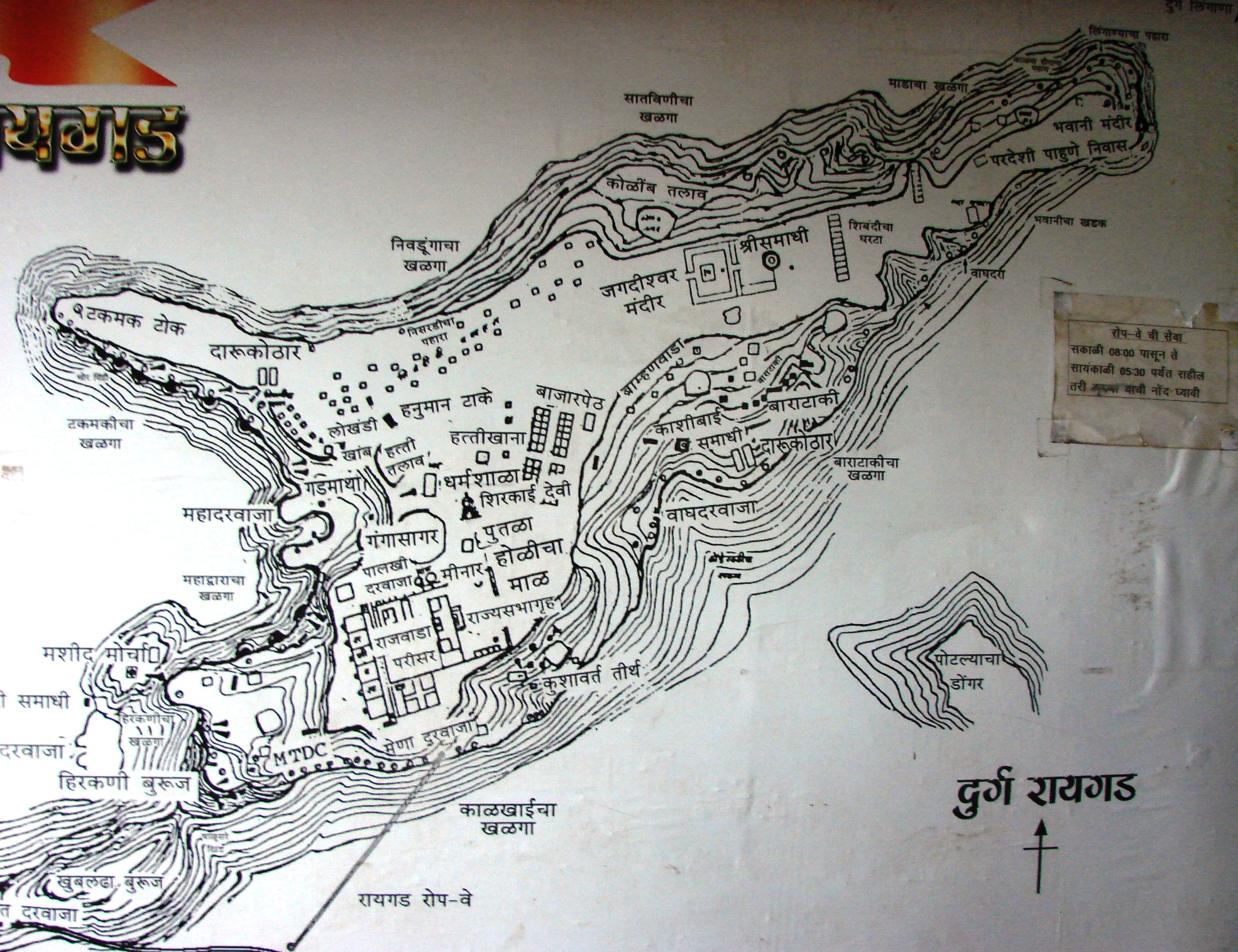
Карта форта Райгад
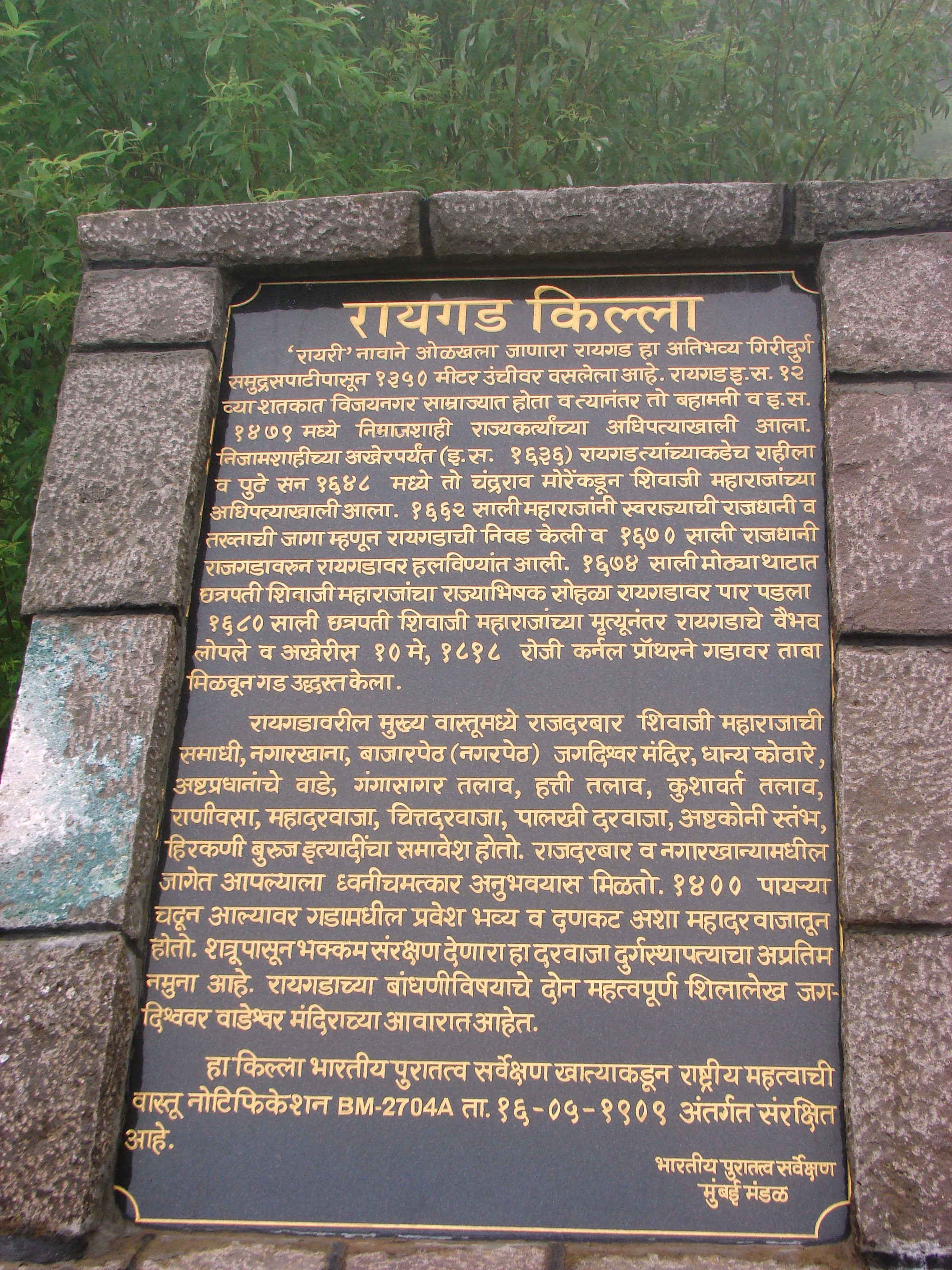
Информация о форте Райгад на языке маратхи
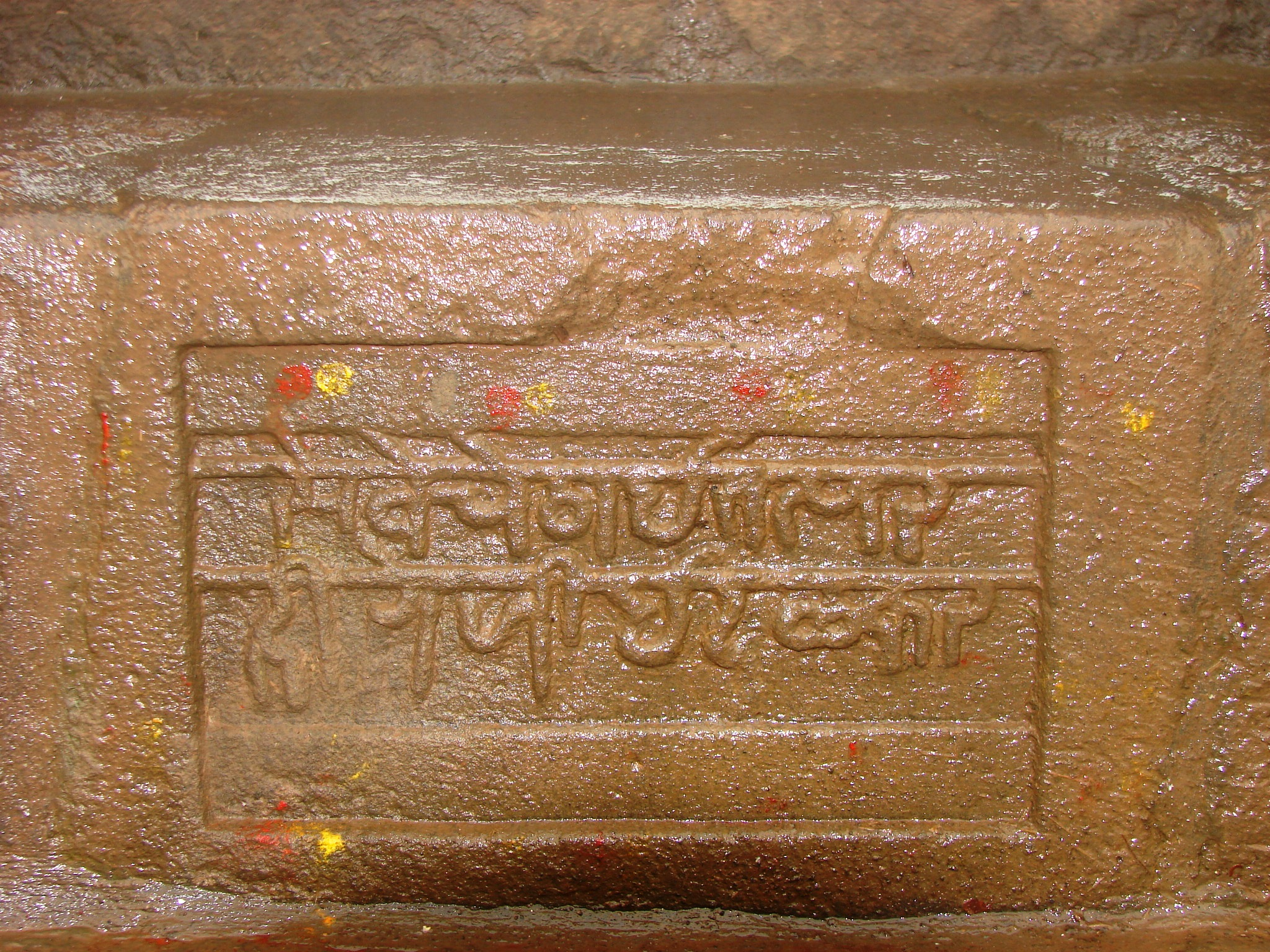
Ступенька с именем Хироджи Индалкара, архитектора форта
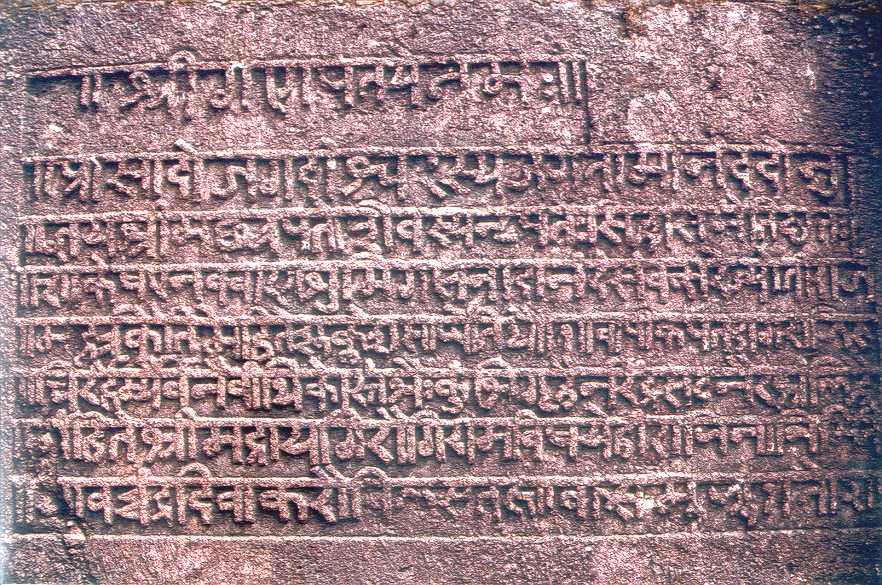
"Pratipat Chandra lekhev...."
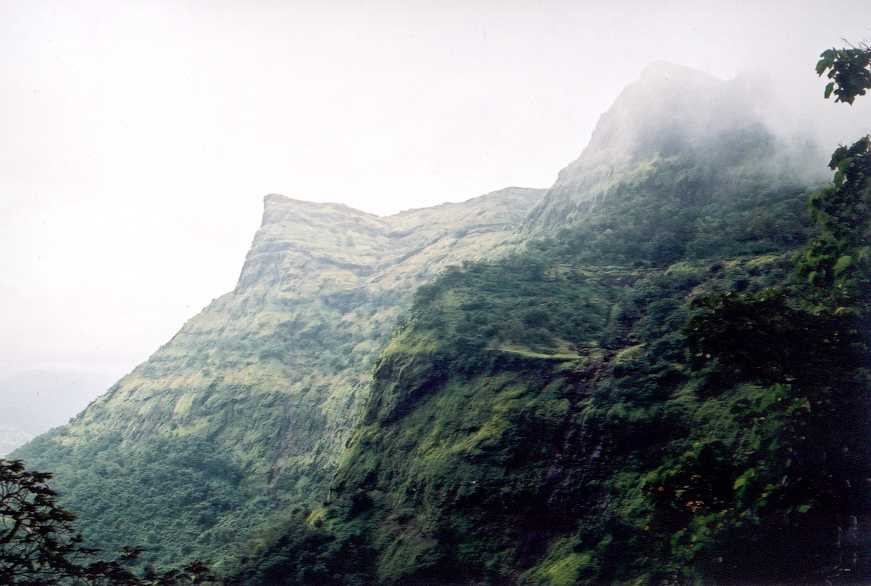
Форт Райгад и Такмак ток слева
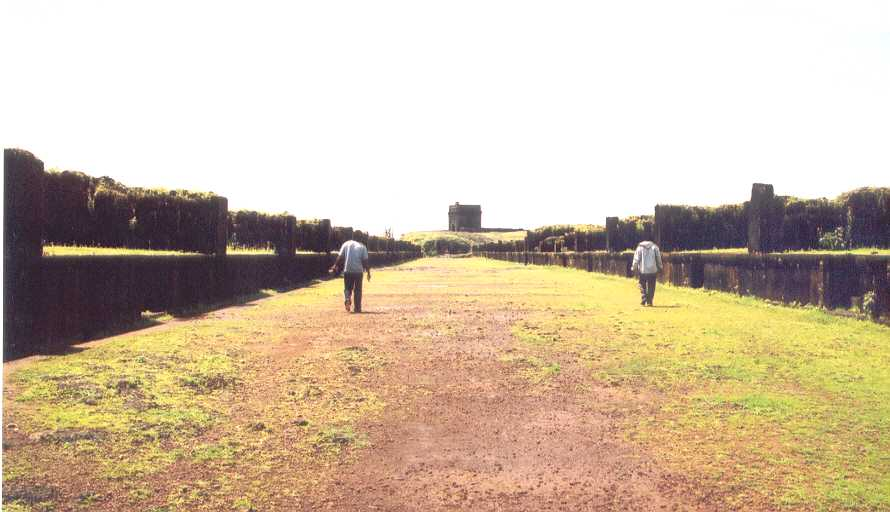
Рынок
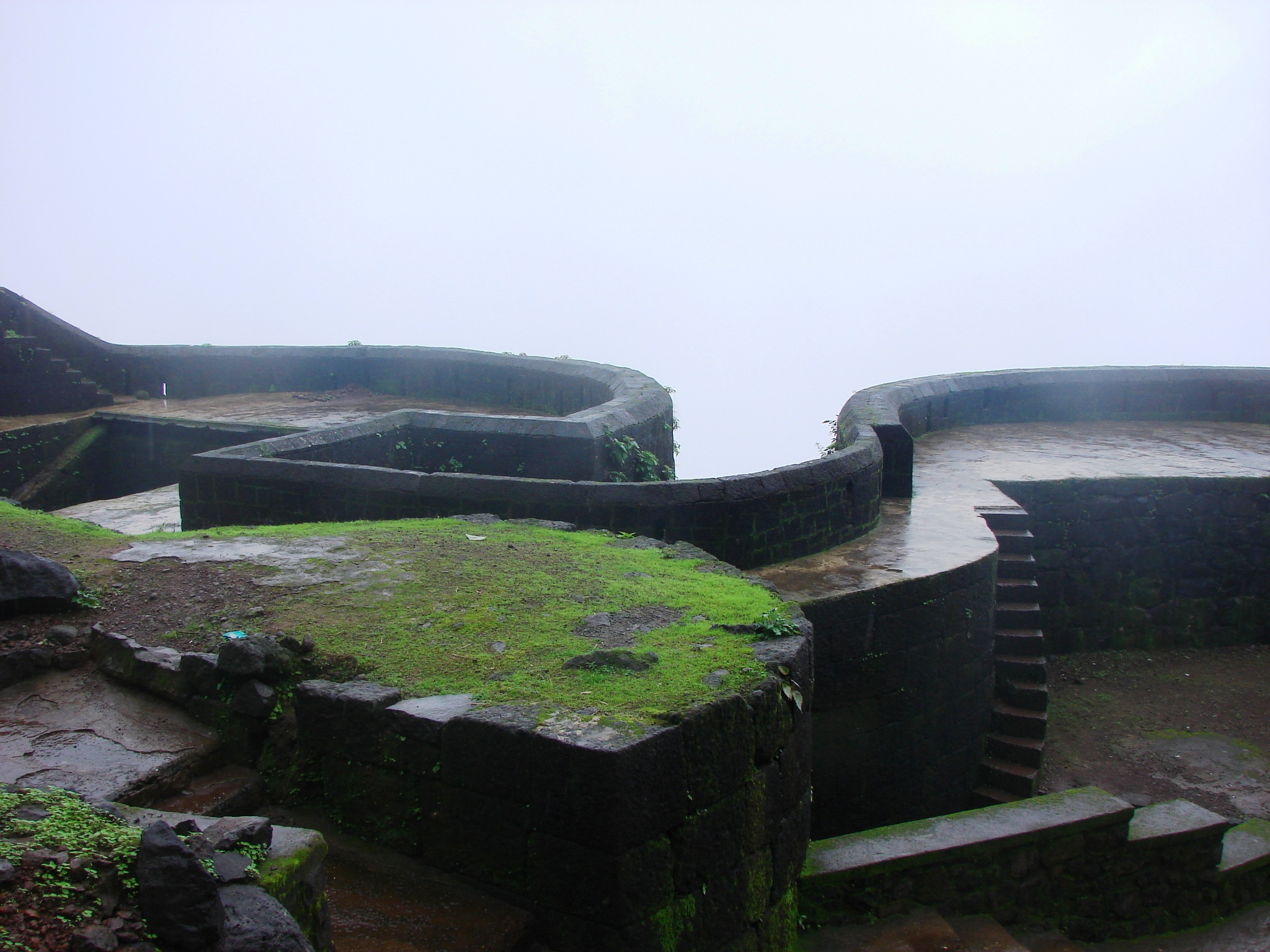
Главные ворота форта Райгад
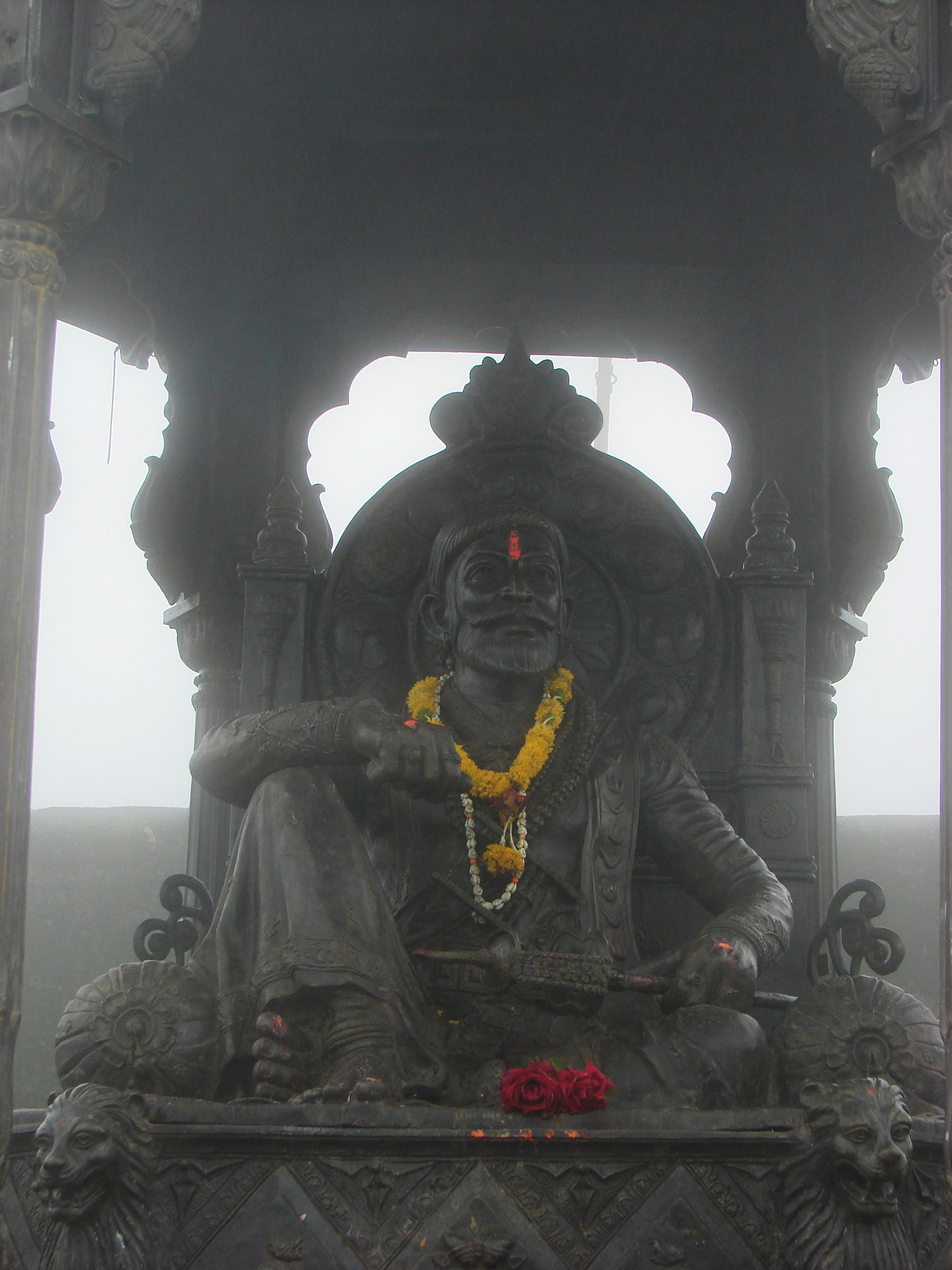
Статуя Шиваджи Махараджа, установленная на месте, где прошла церемония его коронации.
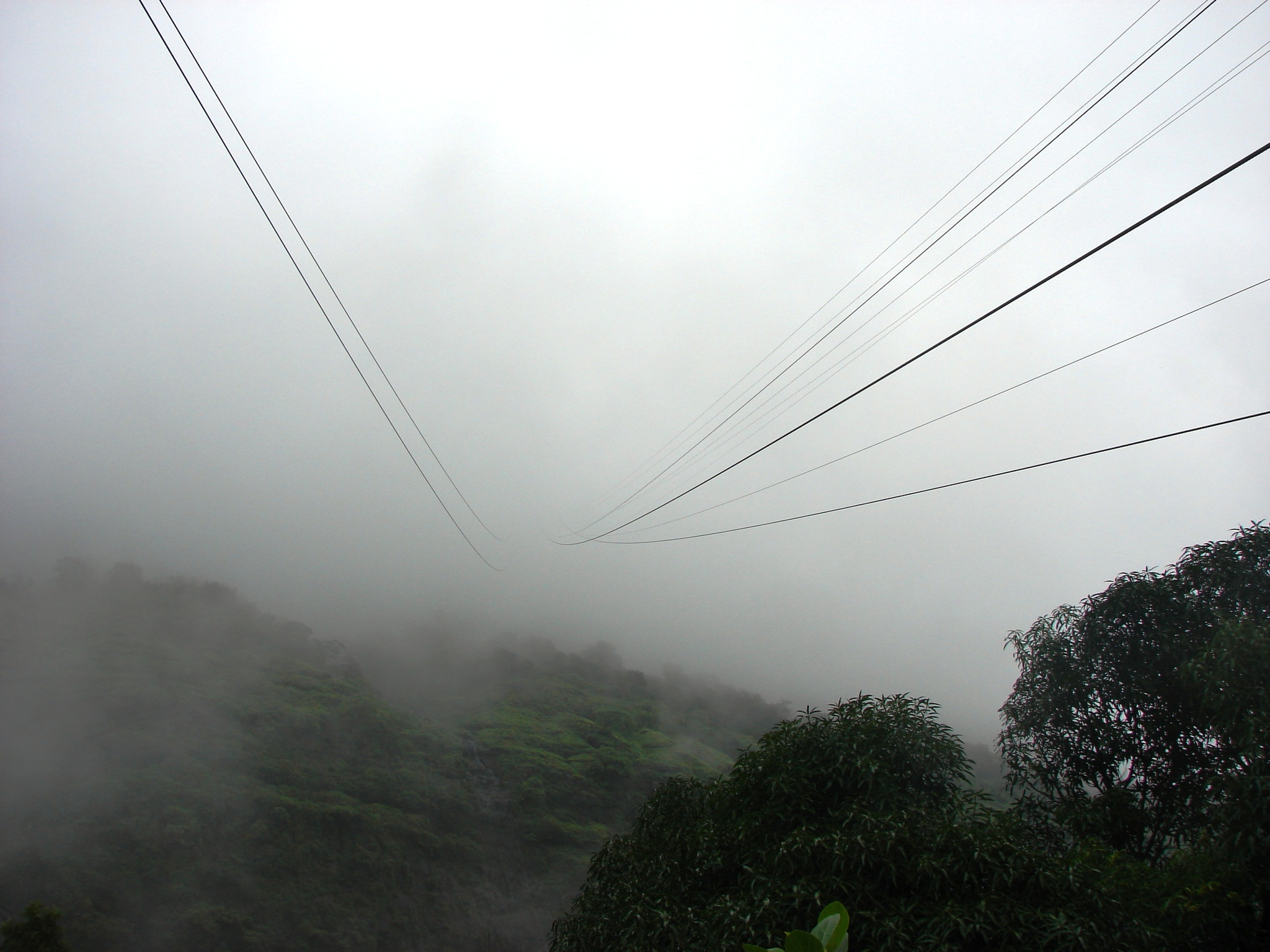
Канатная дорога форта Райгад
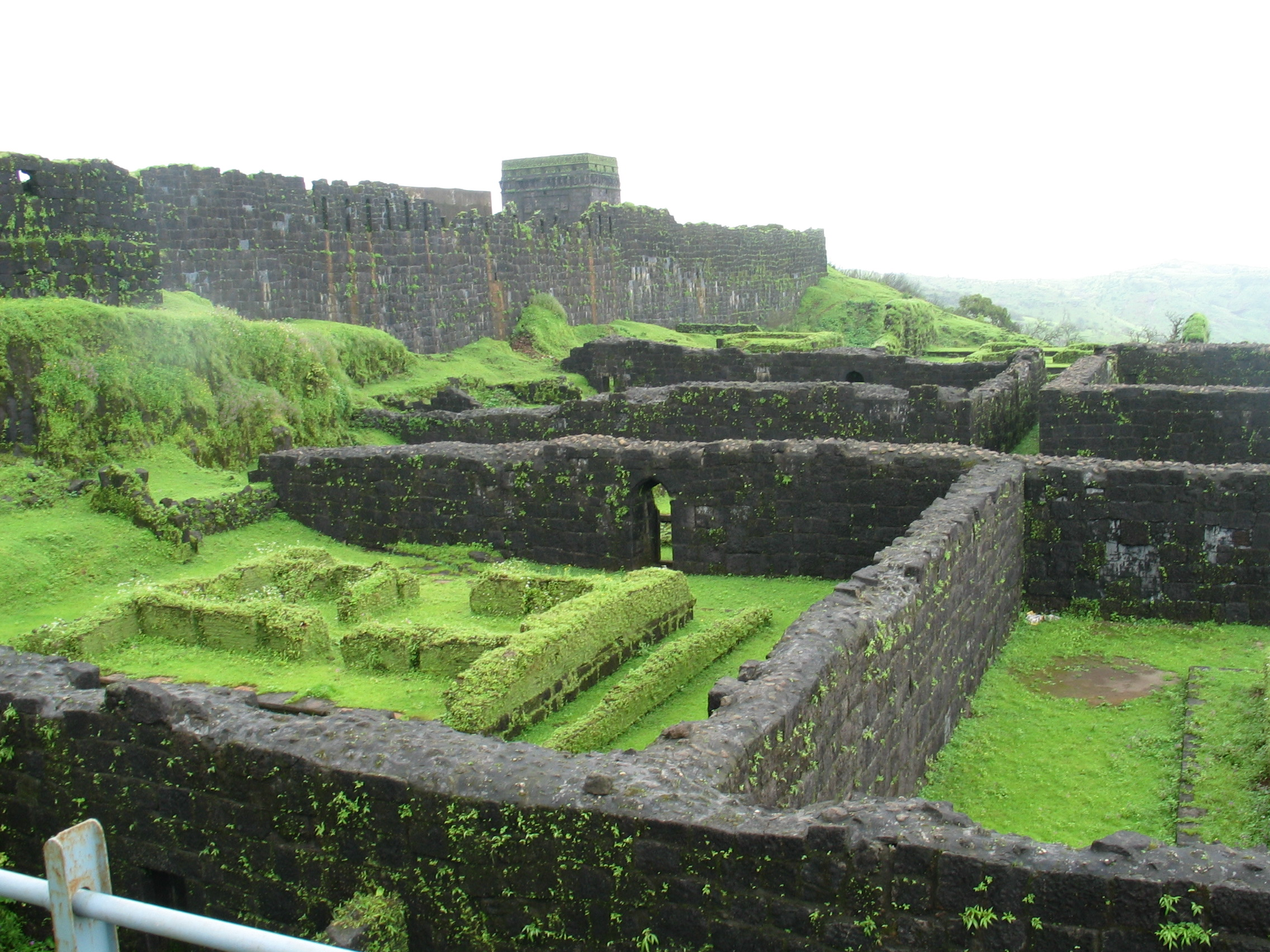
Руины старого дворца в форте Райгад
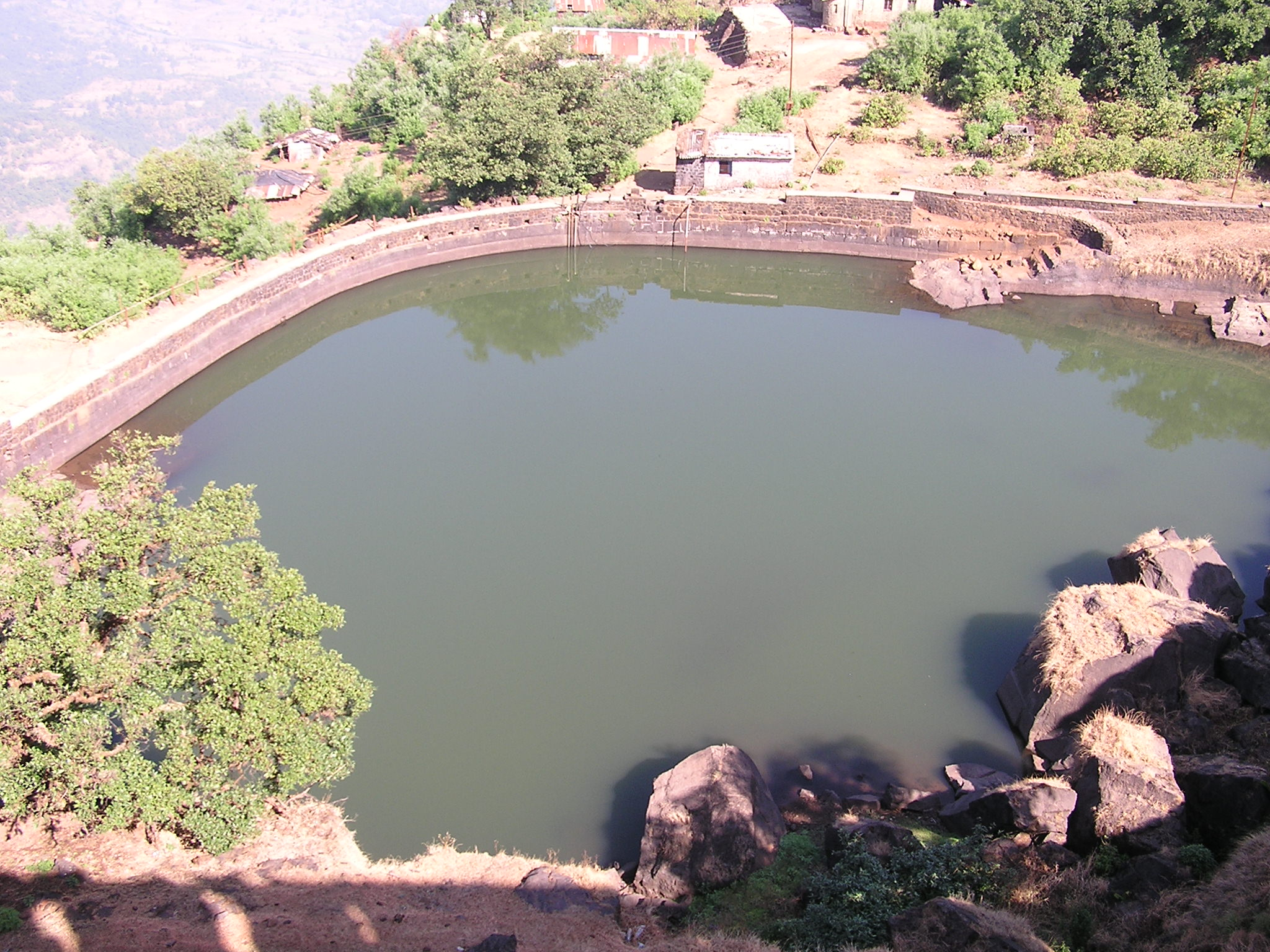
Ганга-Сагар, главный источник воды для форта
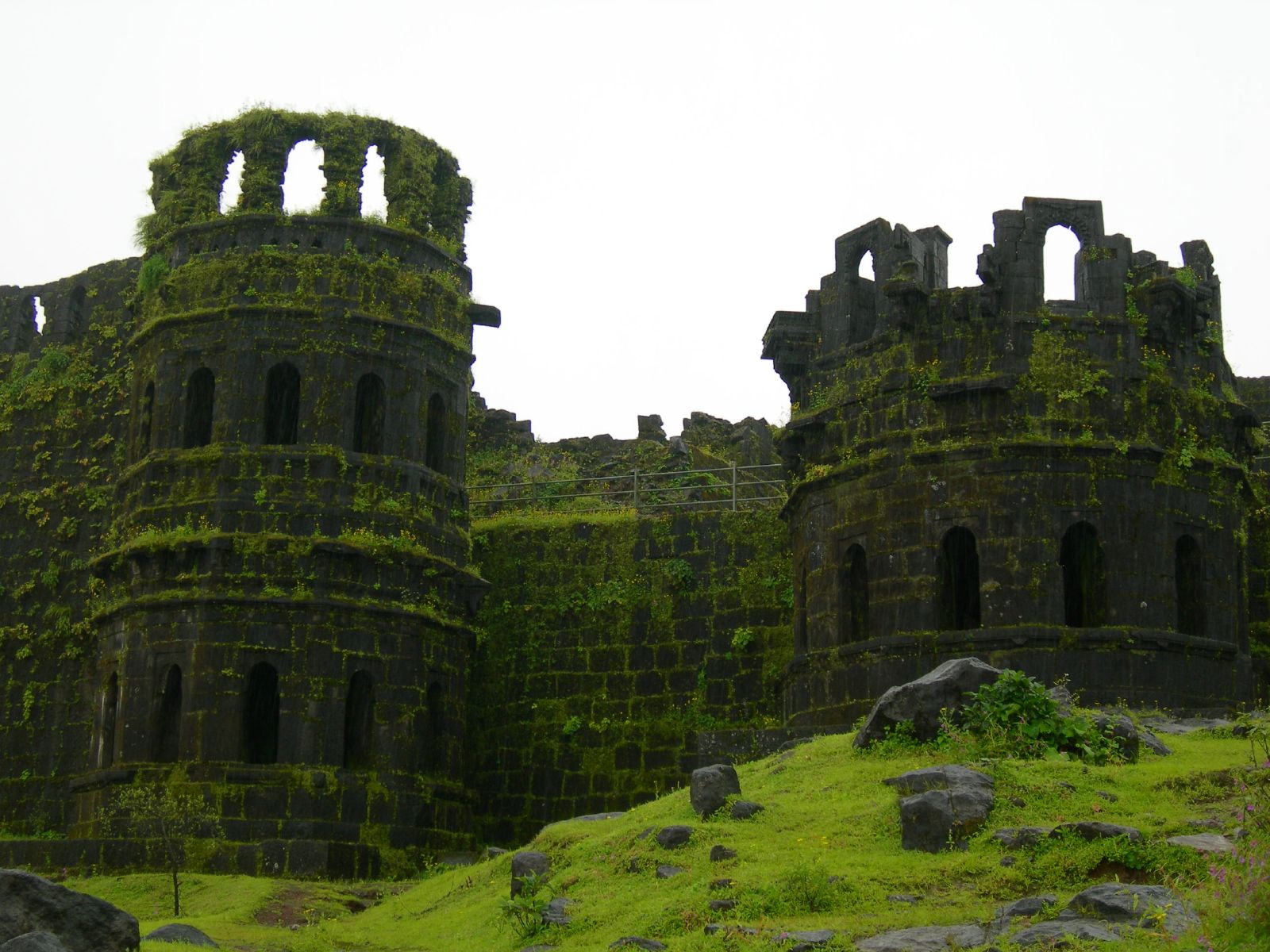
Башни форта
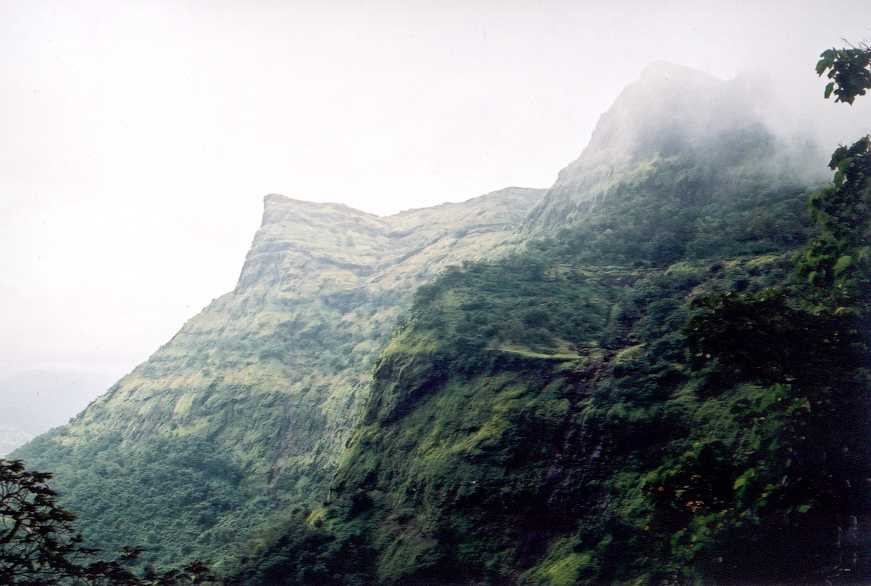
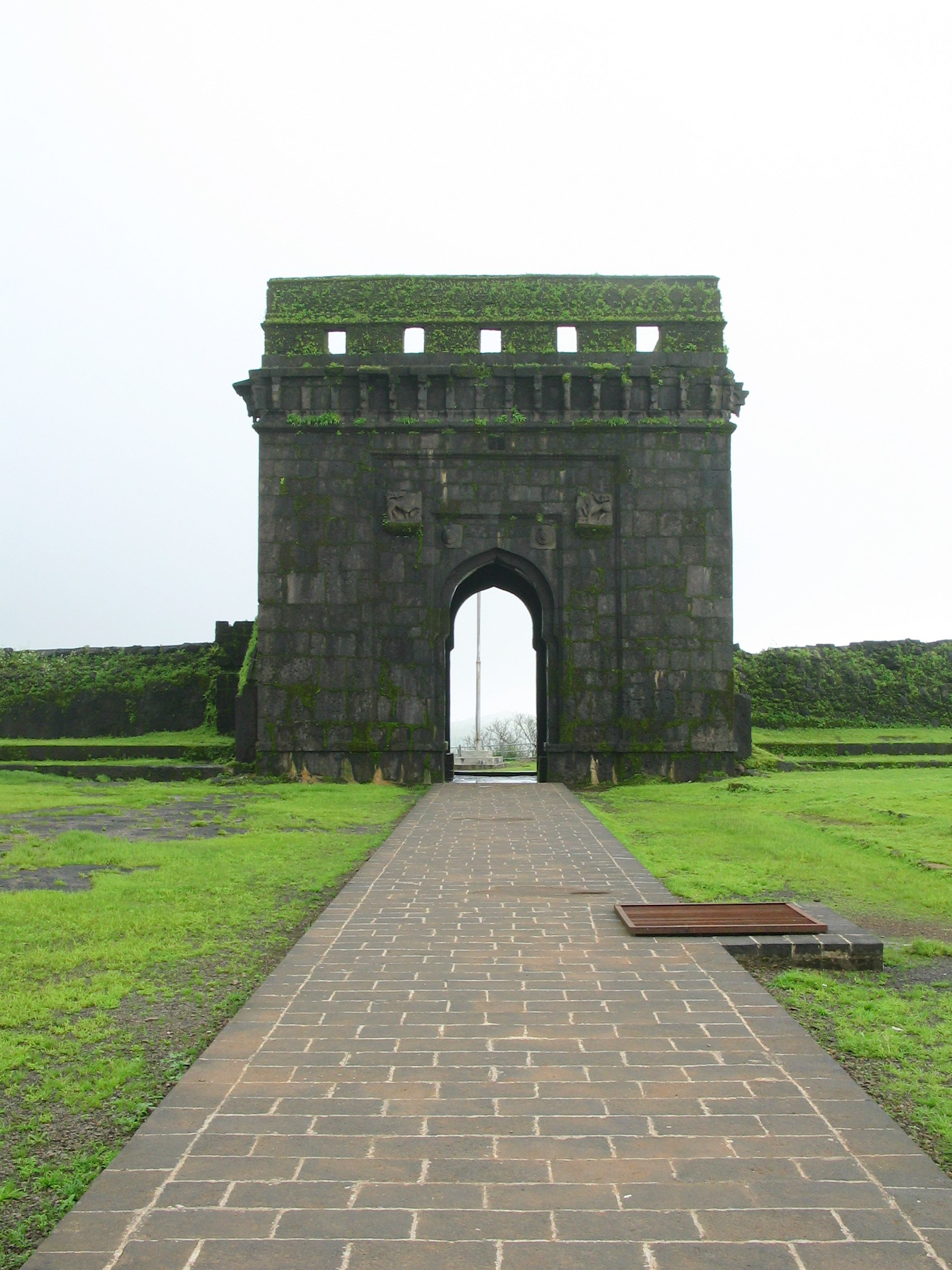
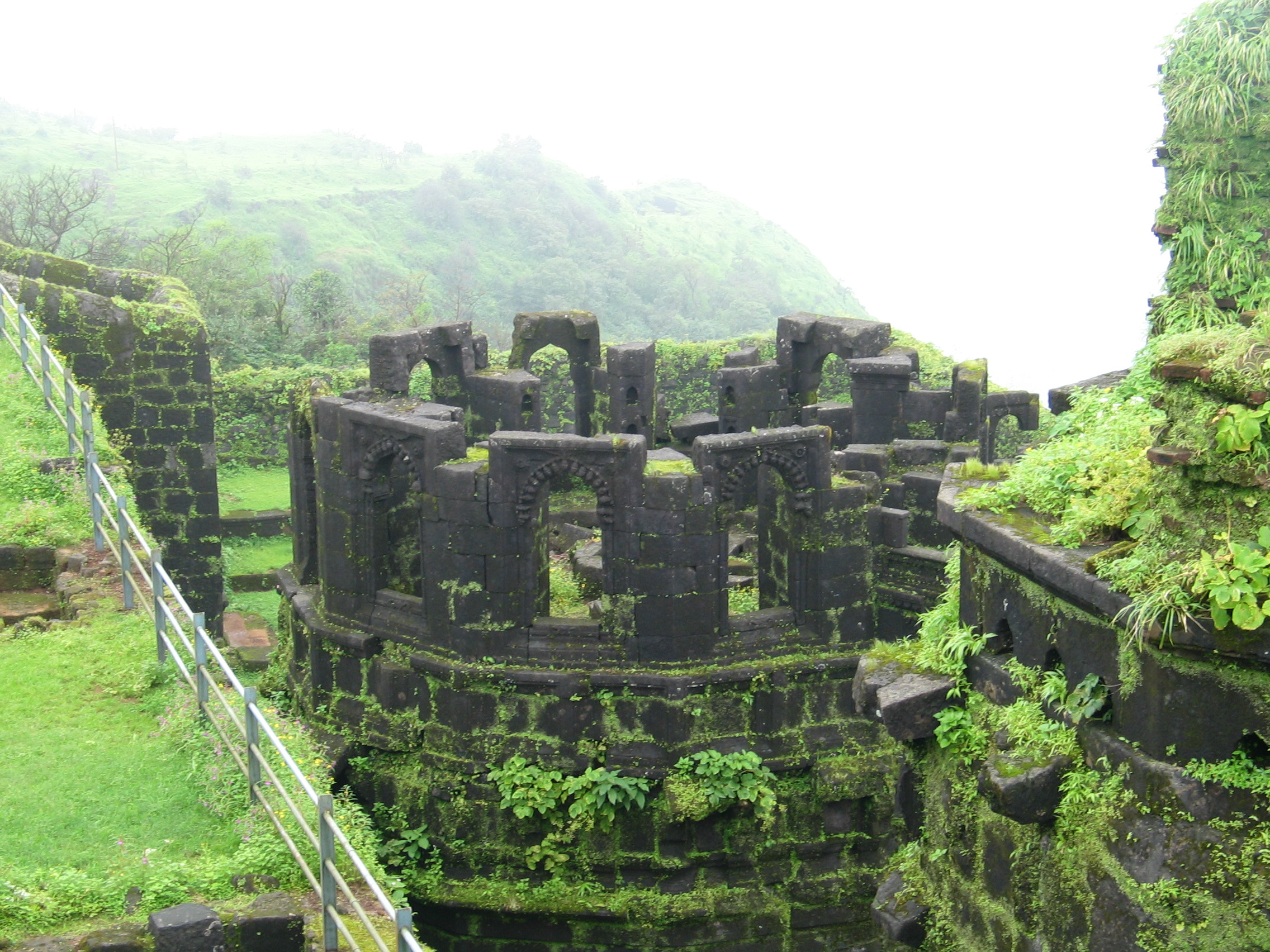
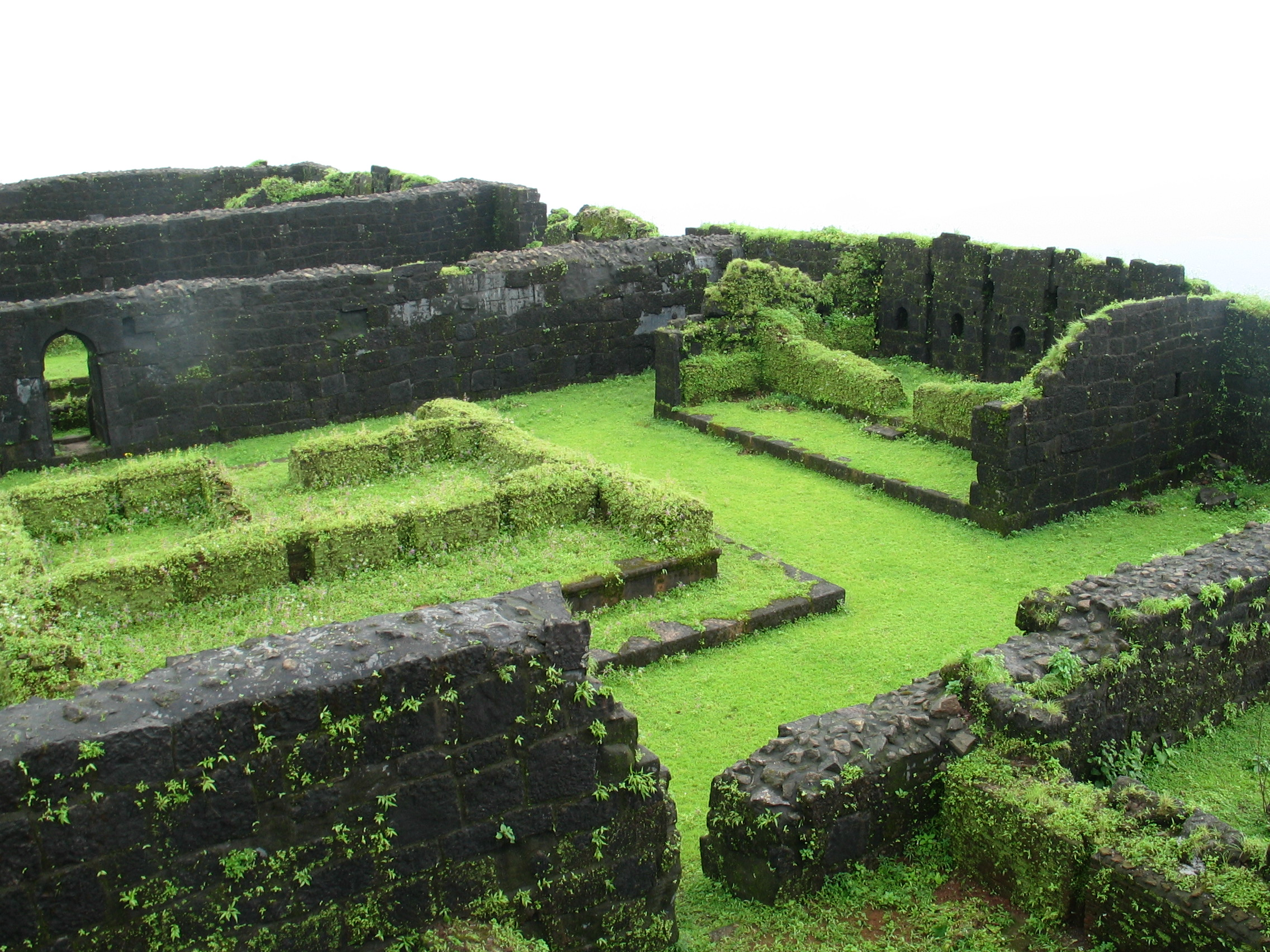
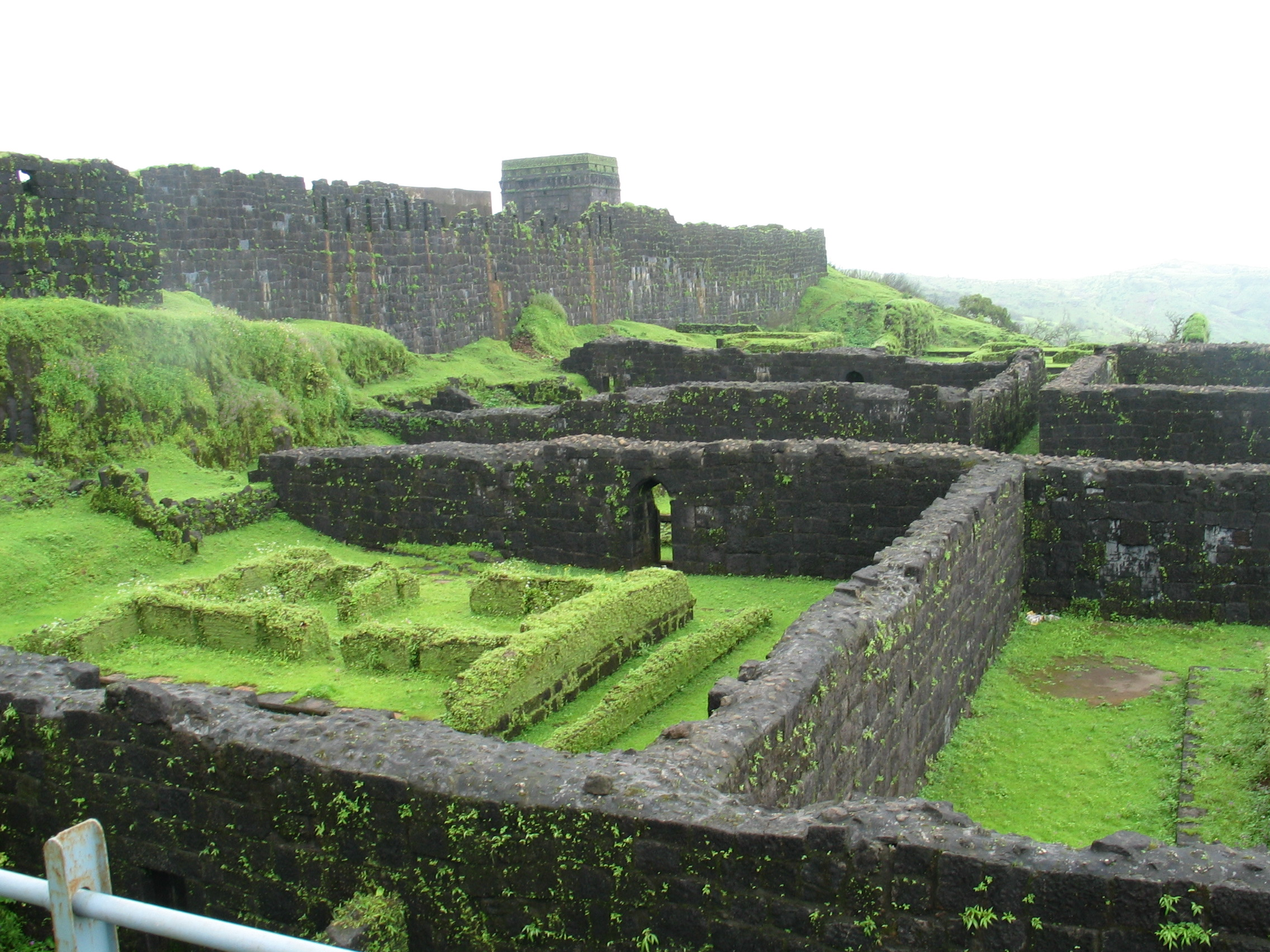
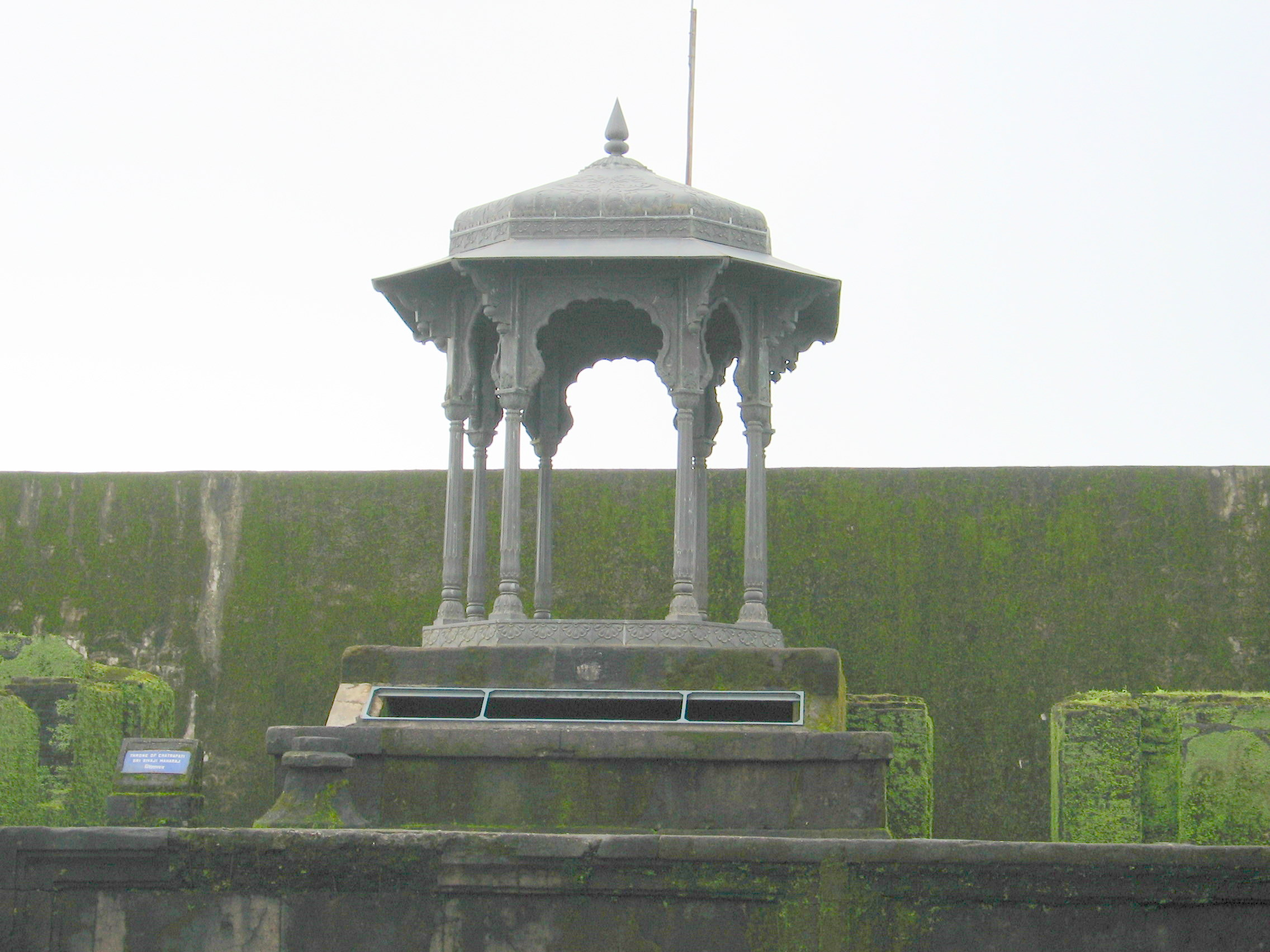
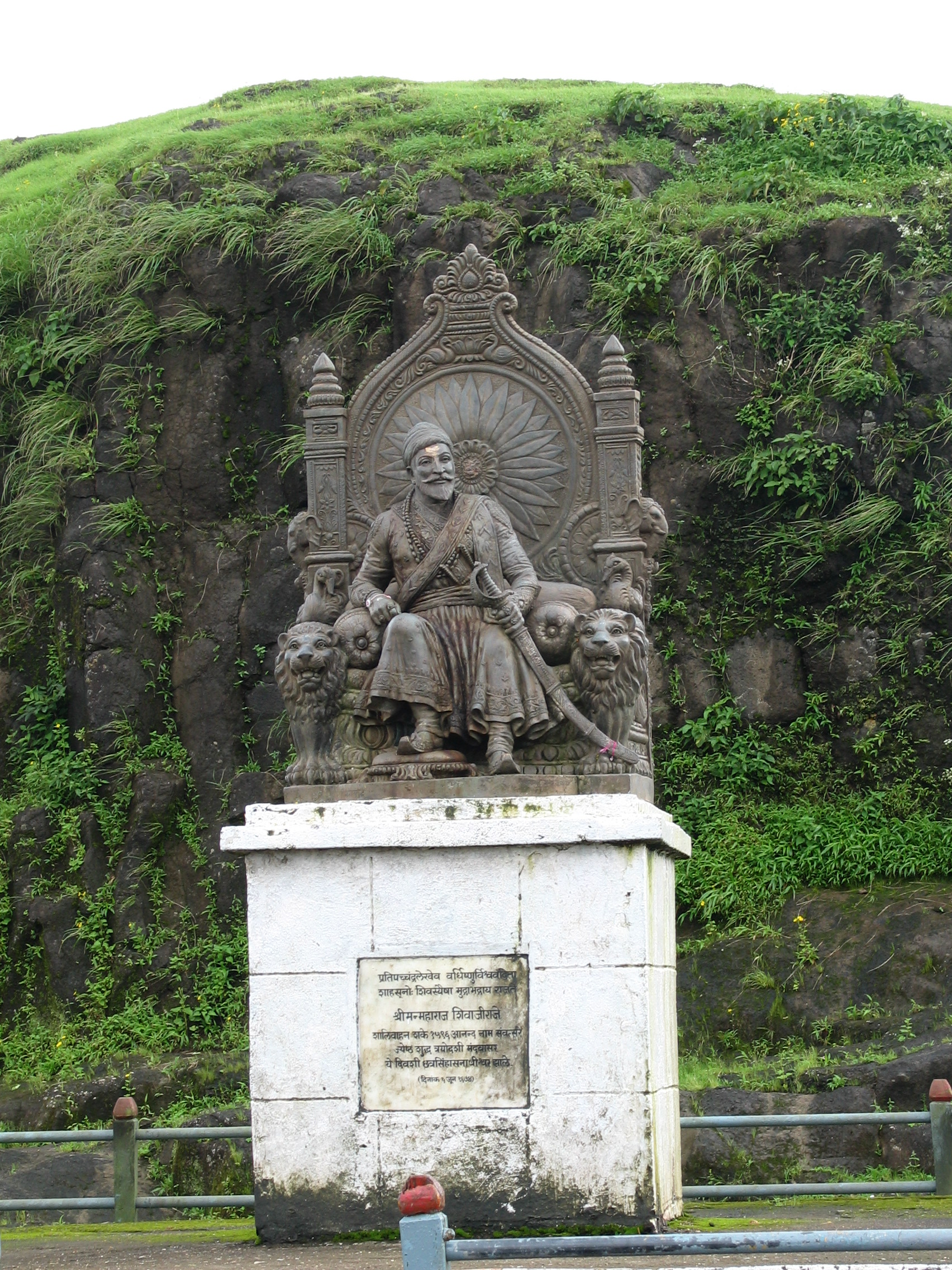
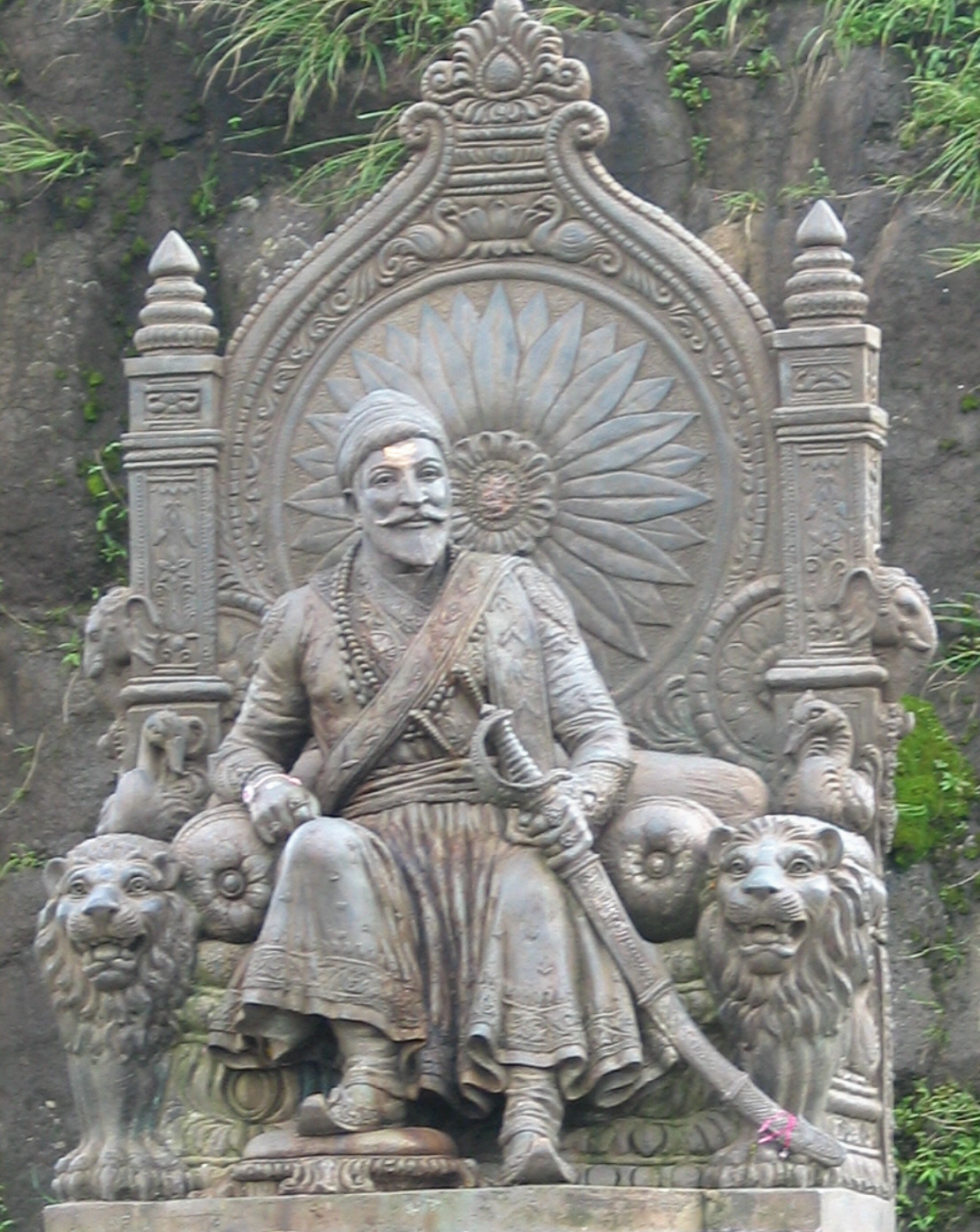
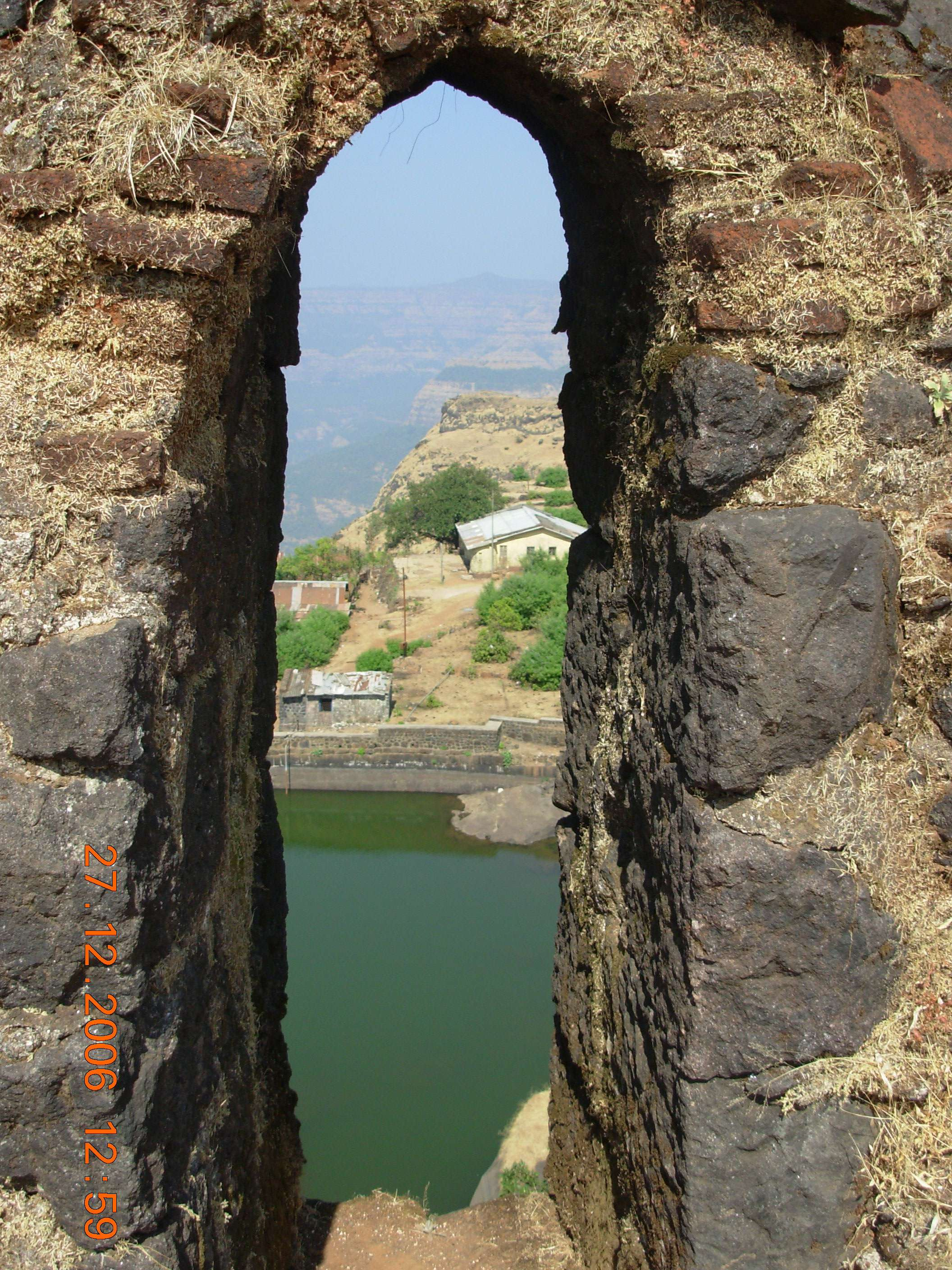
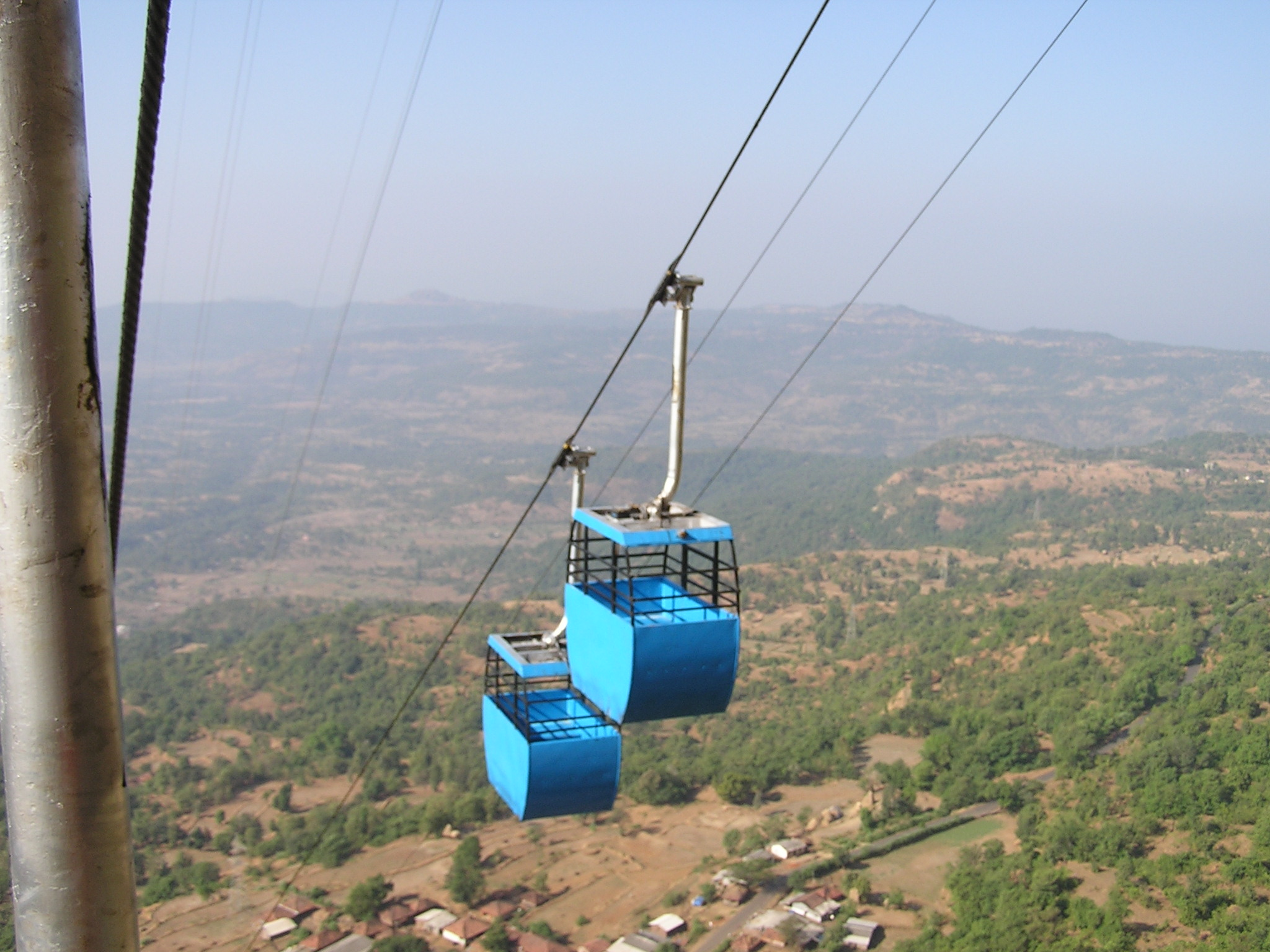
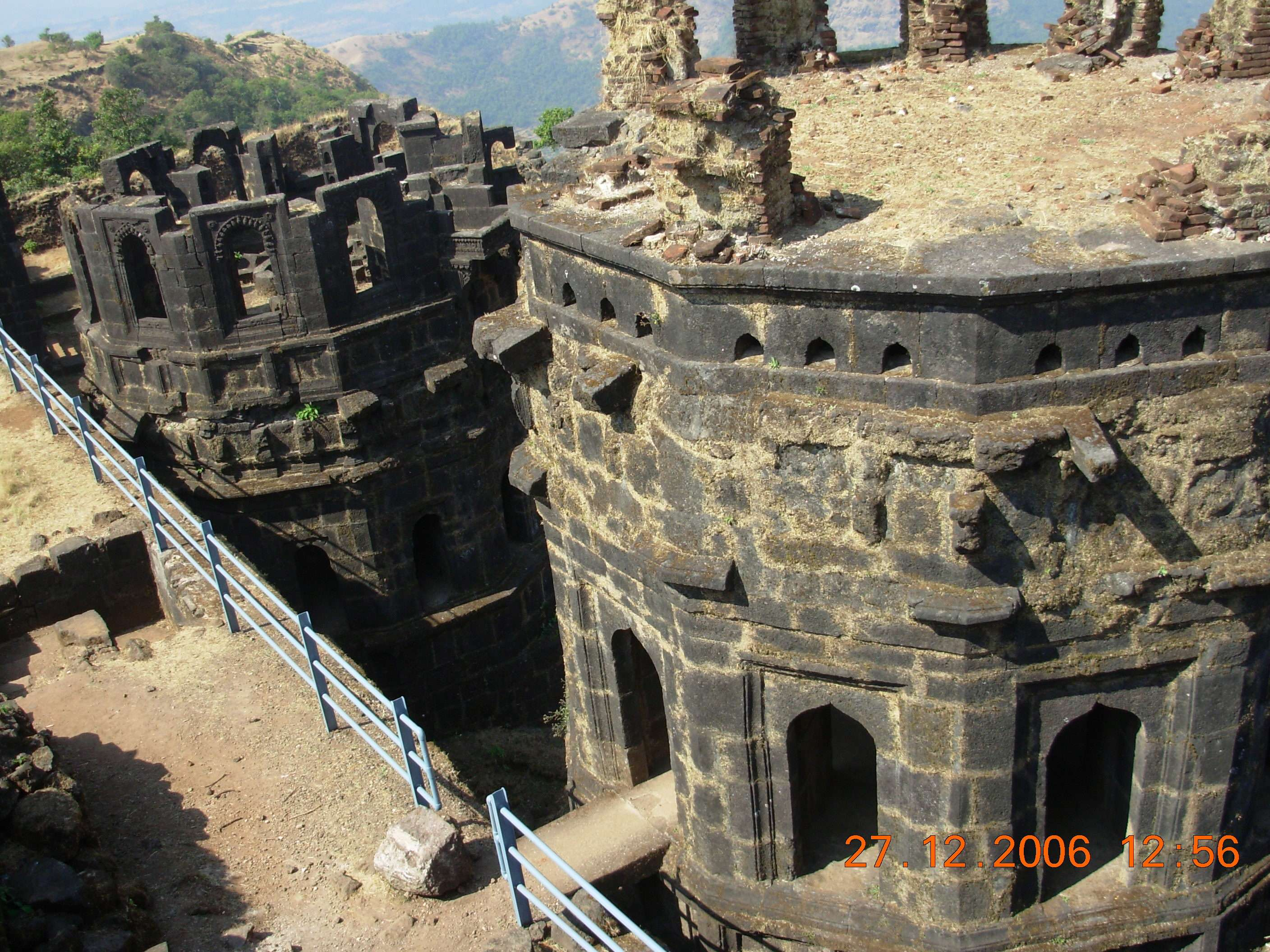
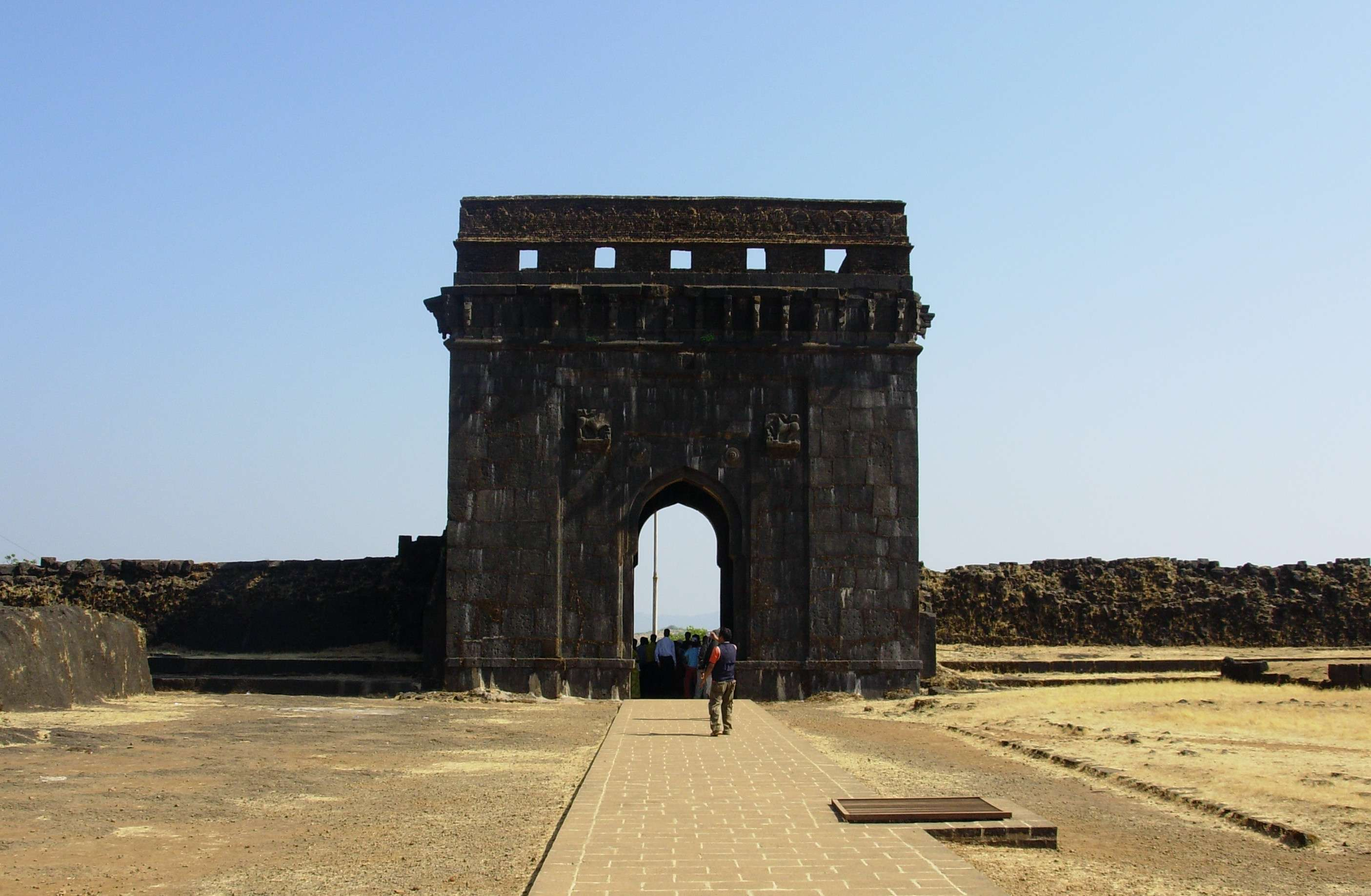
Маха Дарваджа - главный вход в форт
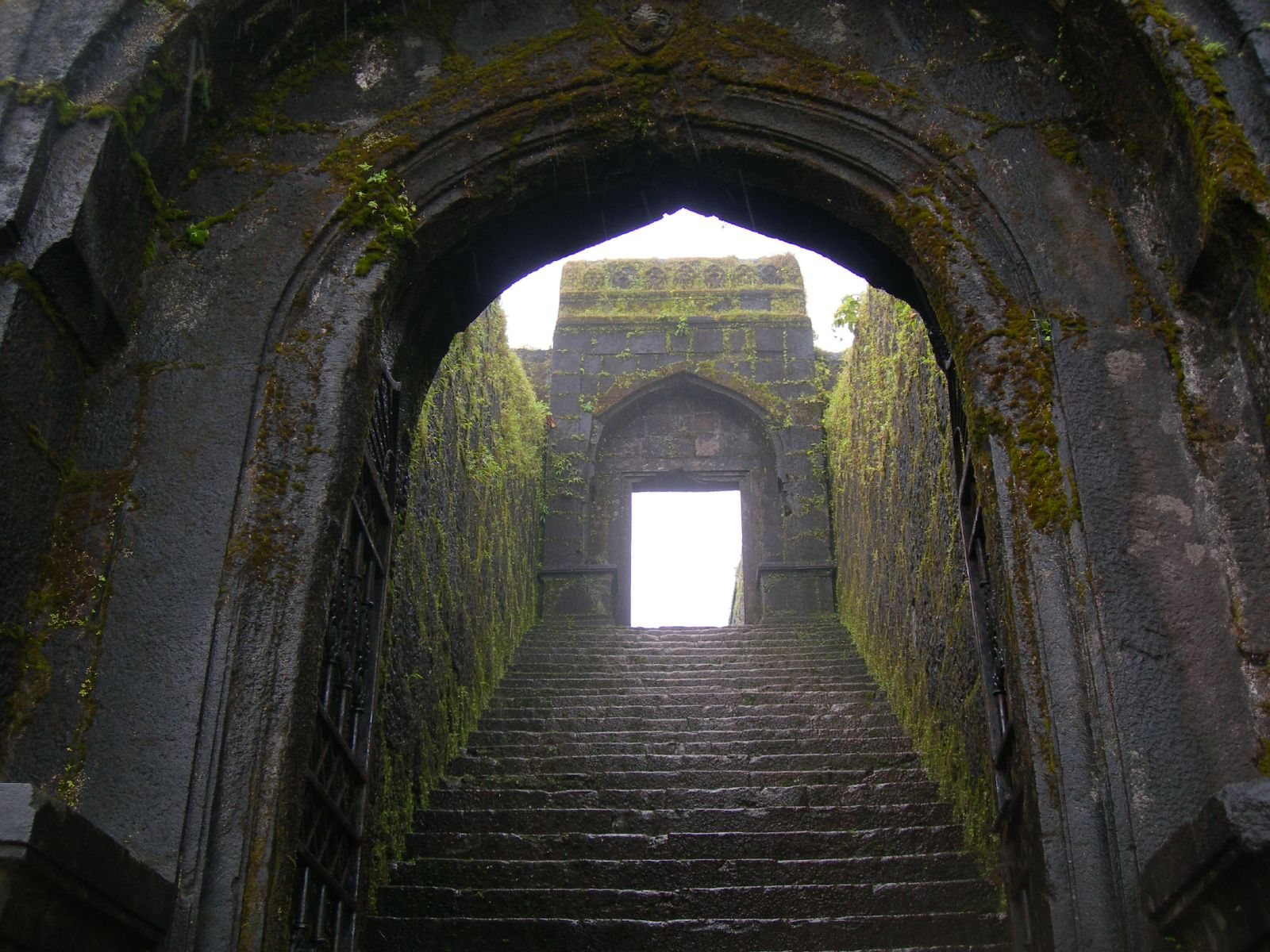